# Warazan

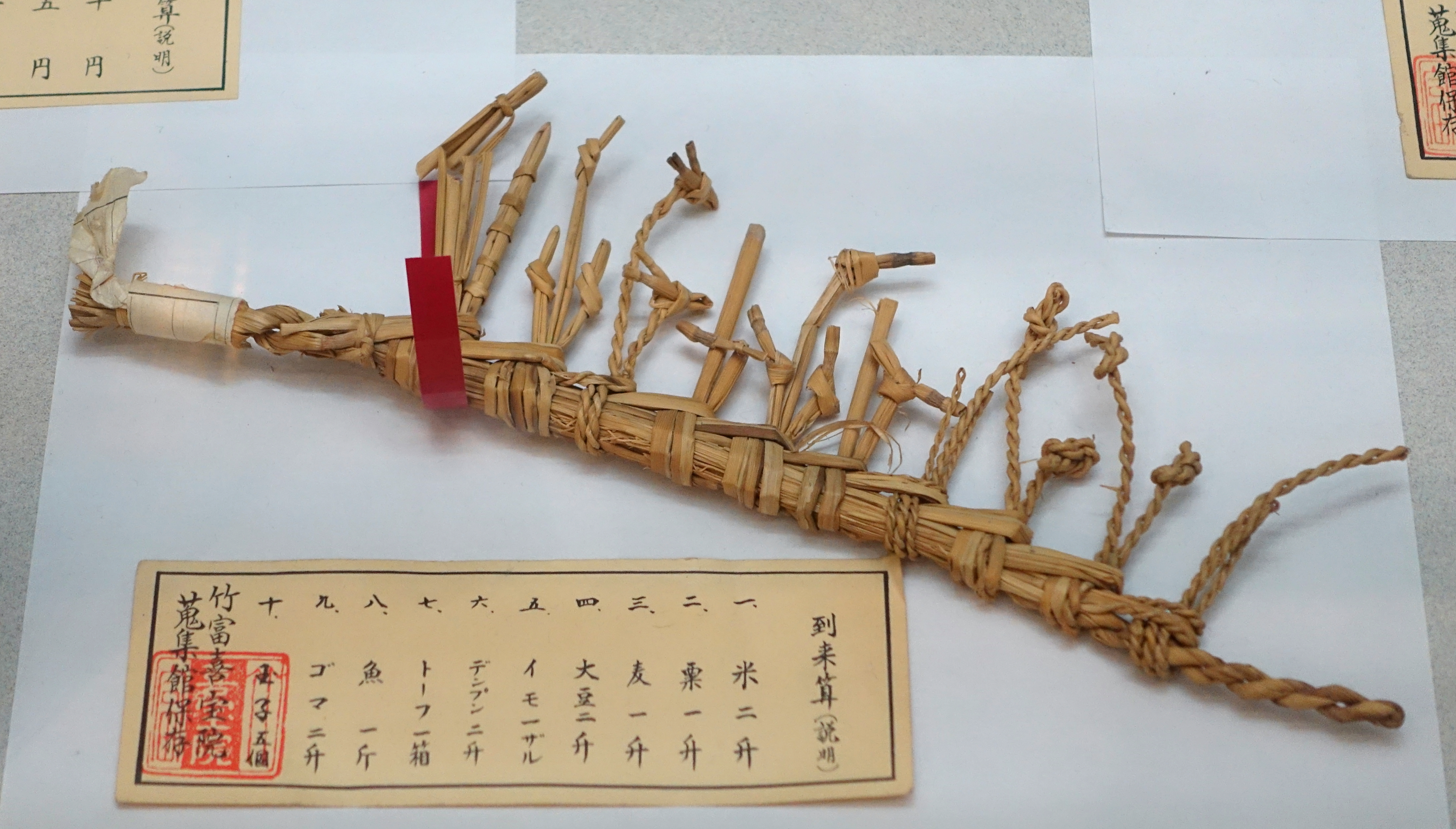
Exemple de warazan au musée des Sciences de la Université de Tokyo

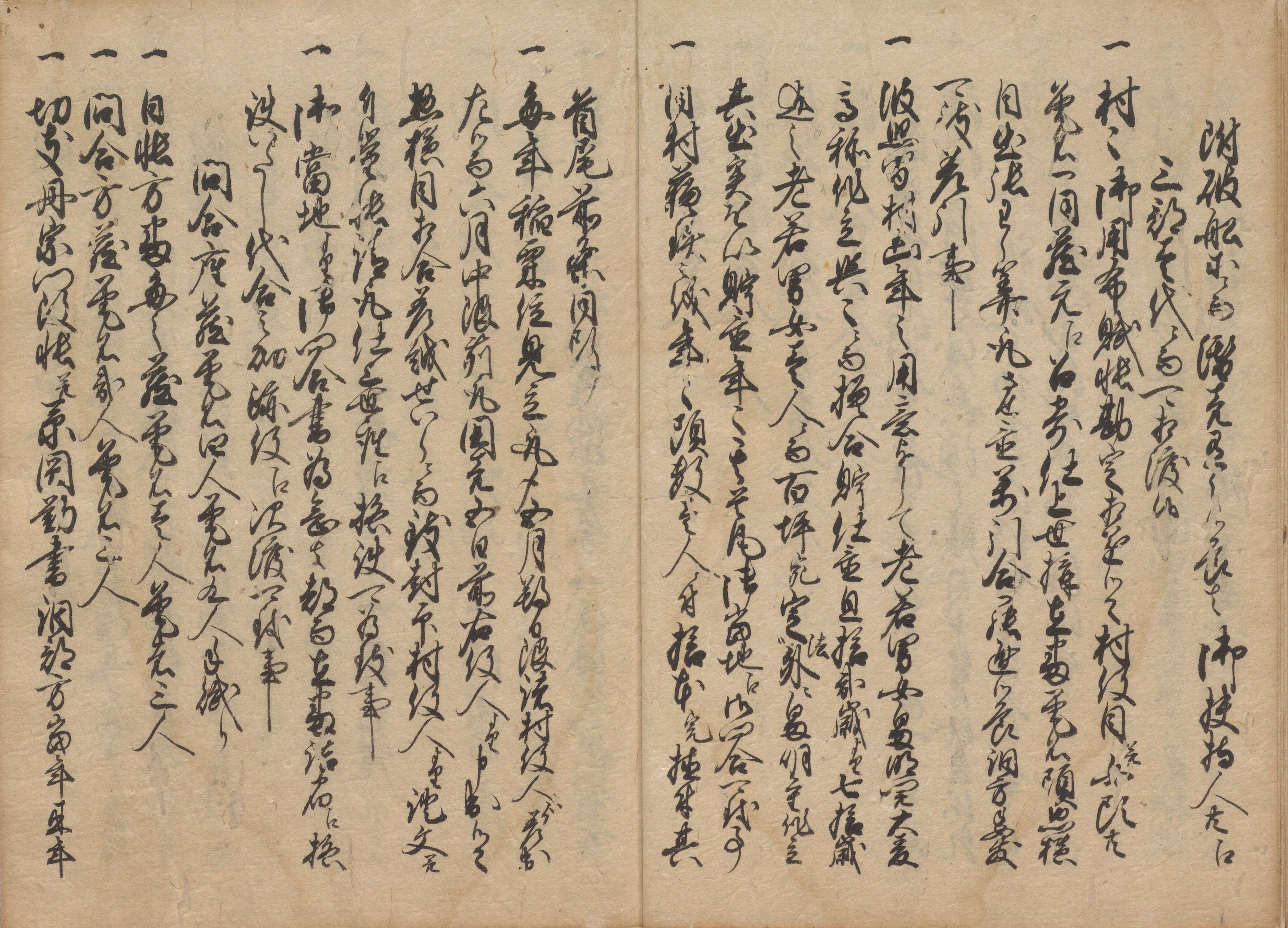
Instructions d'utilisation du warazan pour enregistrer les impôts dans le Yaeyama-jima Kuramoto Kujichō (1873 copie de l'original de 1857); les quatrième et sixième caractères de la cinquième ligne en partant de la droite se lisent comme suit「わら算」(Bibliothèque de l'Université des Ryūkyū),

Le Warazan (藁算) est un système de tenue de registres utilisant de la paille nouée à l'époque du Royaume de Ryūkyū,.
Dans le dialecte des îles Sakishima, il était connu sous le nom de barasan et sur l'île d'Okinawa sous le nom de warazani ou warazai.
Autrefois utilisé notamment dans le cadre de la " taxe de tête ", on le retrouve encore à l'occasion de la lutte géante annuelle d'Itoman (糸満大綱引), pour comptabiliser la quantité de miki ou de saké sacré consacrée.

## Région d'utilisation
Selon Miyuki Shimabukuro du musée universitaire de Ryukyu, ce type de comptabilité sur paille est très ancien et pourrait remonter au Paléolithique. On retrouve ce genre de comptabilité sur l'île de Taïwan, dans la province chinoise de Fujian, et même sur l'île d'Hawaï. Avec les quipu de Caral et les quipu incas, on constate qu'un tel système de comptabilité est utilisé tout autour de l'océan pacifique. Ce qui suggère une origine et/ou culture commune entre tous ces lieux.